# Phidippus clarus
Phidippus clarus là một loài nhện trong họ Salticidae.
Loài này thuộc chi Phidippus. Phidippus clarus được Eugen von Keyserling miêu tả năm 1885.

## Hình ảnh

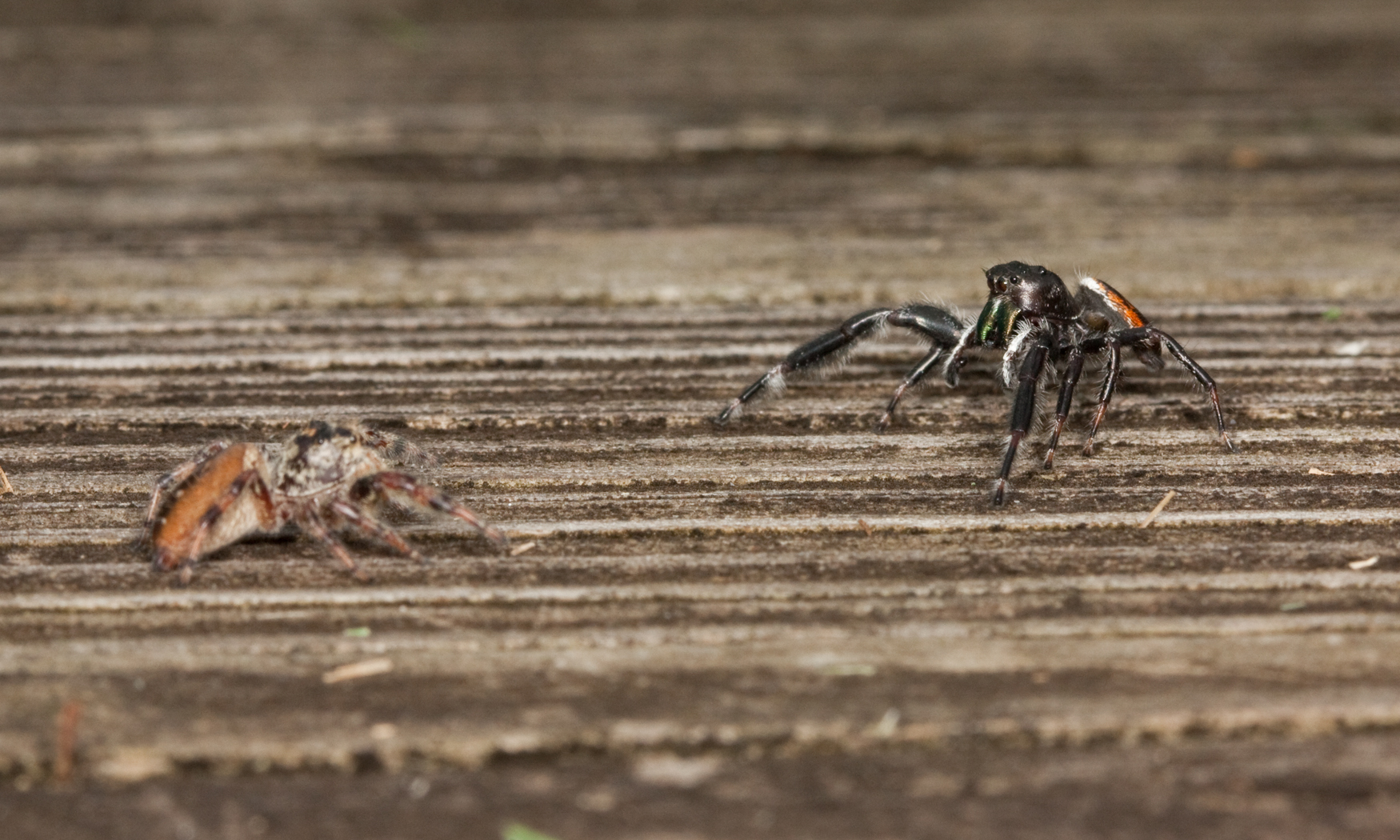
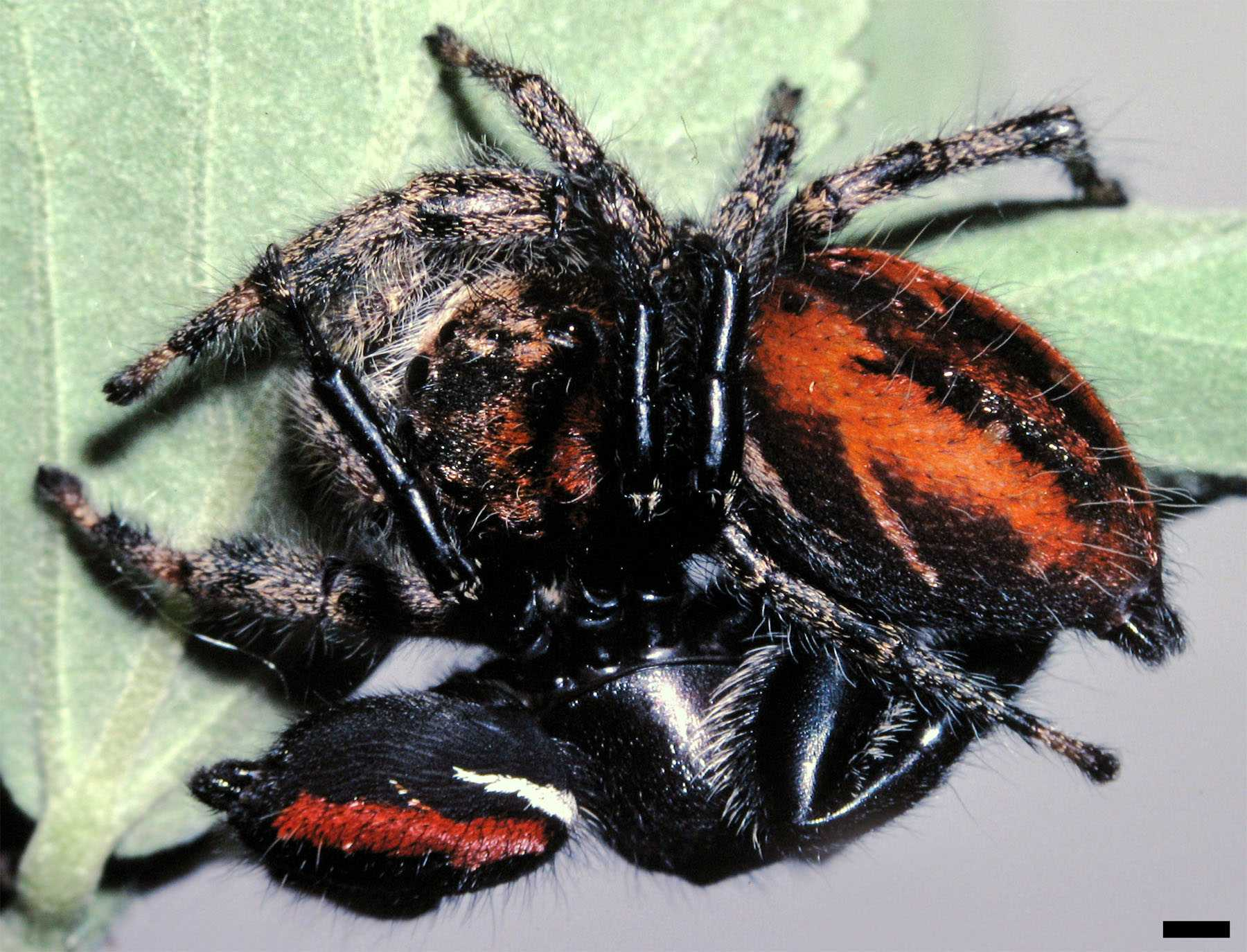
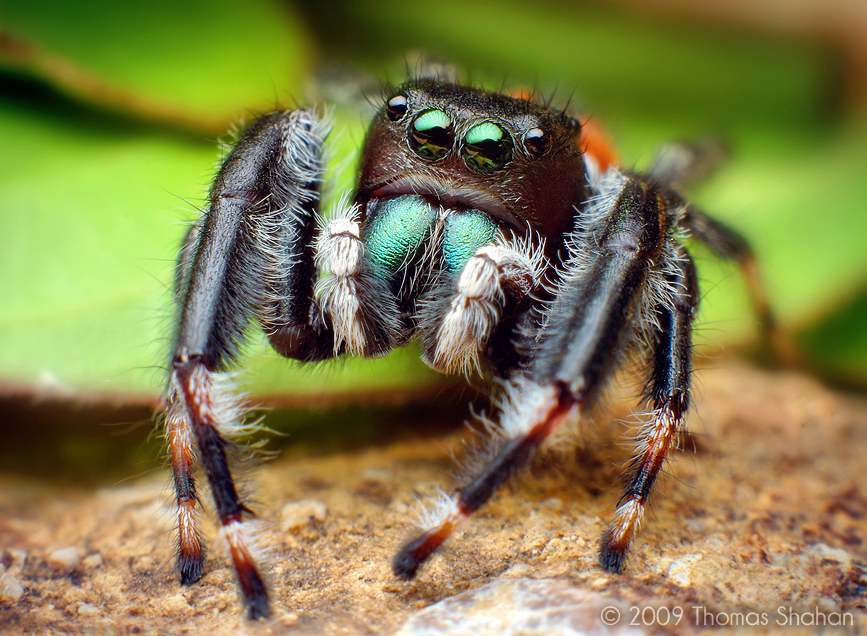
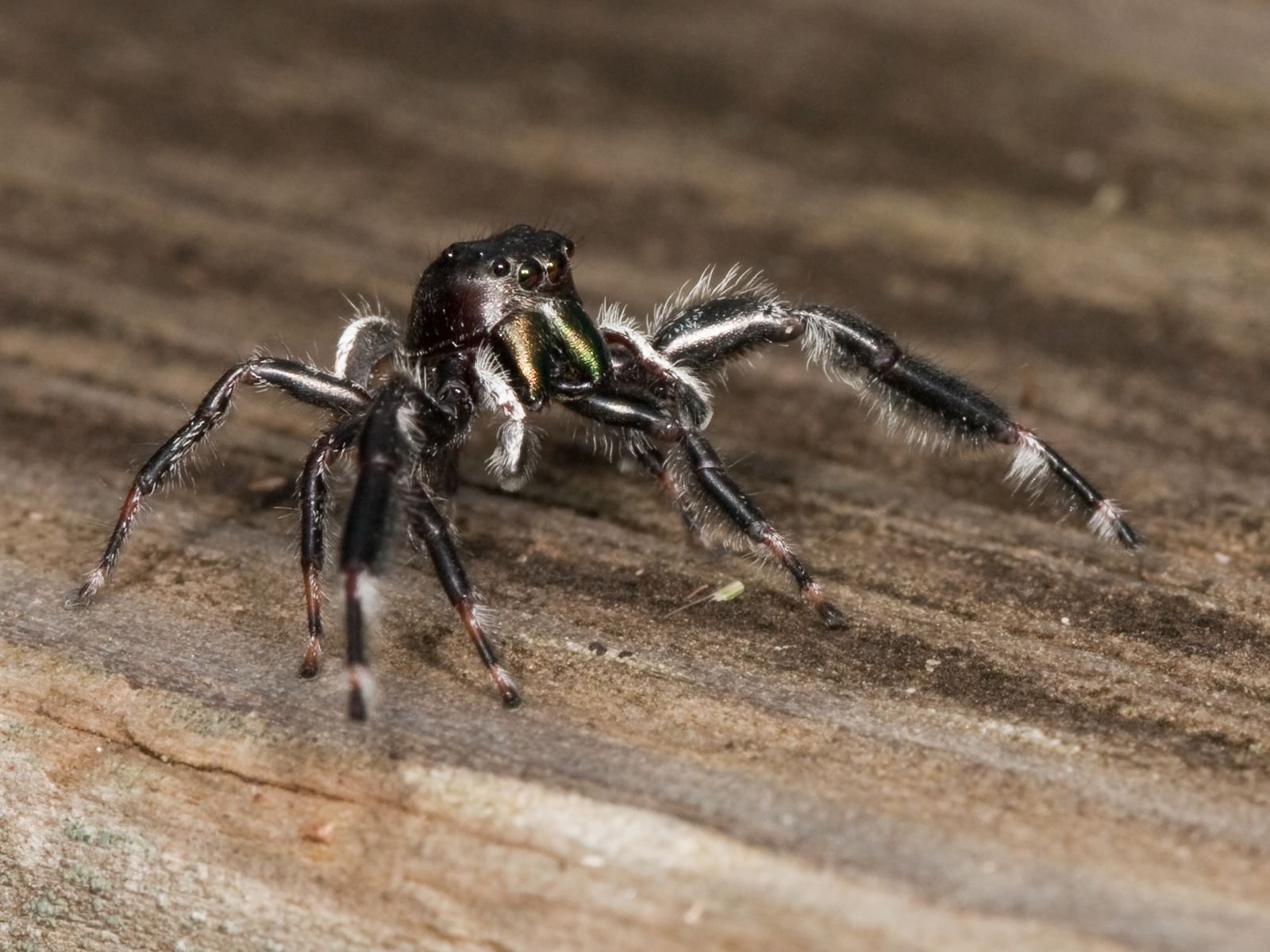